# ピアノ三重奏曲 (ショパン)
ピアノ三重奏曲（ピアノさんじゅうそうきょく）ト短調作品8は、フレデリック・ショパンが1828年に作曲した唯一のピアノ三重奏曲。ショパンの室内楽曲はいずれもチェロに重みが置かれているが、この作品はワルシャワ時代の少年期にチェロの名手であったアントニ・ヘンリク・ラジヴィウ公のために書かれ、献呈された。現在では演奏機会は稀であるが、初期ロマン派らしい重厚な作風に仕上がっている。このジャンルとしてはヴァイオリンの高音域での活躍が少なくやや弱いと見なされており、ショパン自身もこの点について、後に友人ティトゥス・ヴォイチェホフスキへの手紙の中で、「ヴァイオリンよりヴィオラの方が、チェロに対抗して強さが出るかもしれない」と語っている。

## 楽曲

### 第1楽章
ソナタ形式、ト短調。Allegro con fuoco。冒頭、勇壮な主題により曲は始まり、続いてヴァイオリンの流麗な旋律が各楽器へと受け継がれる。第53小節から始まる第2主題は主調で提示され、ピアノのリズミカルな楽想によって特徴づけられる。展開部ではピアノを中心に第1主題の動機が主題労作的に扱われ、ヴァイオリンとチェロがそれに絡む形をとる。再現部は第2主題がニ短調で扱われる。コーダはピアノの走句とチェロの三連符のパッセージにより切迫した雰囲気を保ったまま、最後に冒頭の主題が奏でられて曲を閉じる。

### 第2楽章
スケルツォ、ト長調、Vivace。高音部から滑り落ちるような輝かしい序奏で開始され、すぐに溌剌とした明るい主題となる。
トリオはハ長調。幾分落ち着いたワルツになる。

### 第3楽章
三部形式の変形、あるいは自由な歌謡形式、変ホ長調、Adagio Sostenuto。問いかけるような序奏から、ピアノによるメランコリックな主題が主調で現れ、ヴァイオリンに受け継がれる。曲中では序奏の問いかけのモティーフが効果的に使用されている。

### 第4楽章
ロンド形式、ト短調、Allegretto。ピアノ独奏から始まる主題は民族舞踊であるクラコヴィアクを思わせる。エピソードも主題に関連があり、最後は2つが融合しながら全楽器で主題が堂々と歌われて盛り上がりを見せた後、力強く終わる。